# ライヒャルト (プファルツ＝ジンメルン＝シュポンハイム公)
ライヒャルト（ドイツ語：Reichard. 1521年7月25日 - 1598年1月13/14日）は、プファルツ＝ジンメルン＝シュポンハイム公（在位：1569年 - 1598年）。プファルツ選帝侯フリードリヒ3世の弟。

## 生涯
ライヒャルトはプファルツ＝ジンメルン公ヨハン2世と、バーデン辺境伯クリストフ1世の娘ベアトリクス・フォン・バーデンの息子である。
ライヒャルトは当初、聖職者となることが決められていた。1528年、7歳の時に兄フリードリヒ3世とともにケルン大学に入学し、その後オルレアン大学とルーヴェン大学に滞在した。ライヒャルトはシュトラースブルク、ケルン、マインツなどの律修司祭となった。また、1552年にシュパイアー司教位、1555年にマインツ大司教位につくとみられたが、いずれも選ばれることはなかった。これはライヒャルトのカトリック教会に対する信仰が確実なものではないとみなされたからと考えられている。1559年に兄フリードリヒ3世がプファルツ選帝侯となった後から、ライヒャルトは次第に聖職から離れていき、1562年にはマインツ主席司祭の座からも退いている。これ以降、ヴァルトザッセン修道院の在俗の管理者となり、1566年にはハンガリーにおいてトルコとの戦いに参加した。この頃プロテスタント教会で起こった聖餐論論争において、ライヒャルトはルター派に属し、上プファルツに対してもハイデルベルク教会秩序を導入しようとする兄選帝侯に抵抗した。
1569年、兄ゲオルクが死去した後、ライヒャルトはジンメルン公領を継承しジンメルンに居を構えた。ルター派であったライヒャルトは、選帝侯ルートヴィヒ6世の早世後、その息子フリードリヒ4世を後見人となったヨハン・カジミールがカルヴァン派として育てた時、不快感を隠さなかった。1592年にヨハン・カジミールも死去した後、ライヒャルトは若き選帝侯フリードリヒ4世の後見人の座を得ようとしたが、失敗に終わった。
1598年に76歳でライヒャルトは死去した。嗣子がいなかったため、ジンメルン公領は選帝侯領に戻され、カルヴァン派領となった。

## 結婚
ライヒャルトは3度結婚した。1569年8月30日にヴィート伯ヨハン4世の娘ユリアナと結婚したが、ユリアナは1575年4月30日に出産時に死去した。この結婚で4子が生まれたが、いずれも早世した。
1578年5月29日にヴュルテンベルク公クリストフの娘エミーリエと結婚したが、エミーリエは1589年4月4日に死去した。この結婚で子供は生まれなかった。
1589年12月14日にプファルツ＝フェルデンツ公ゲオルク・ヨハン1世の娘アンナ・マルガレーテと結婚した。この結婚で子供は生まれなかった。